# 美咲桃子
美咲 桃子（みさき ももこ）は日本の女性声優。主にアダルトゲームに声をあてている。

## 出演作品
太字は主役・メインキャラクター

### ゲーム
2012年
- 深淵のレコンキスタ（ネネ）

2013年
- あかばんず 〜リアルな世界で僕が君にできること〜（エミー）
- 魔法少女リィ -淫魔の試練場-（エクリア・ベルトワーズ）

2014年
- いもうと・ぴあの♪ 〜お兄ちゃんの大きなタクトでリズムを刻んで!〜（水無瀬 彩夏）
- 偽骸のアルルーナ（リナ）
- 少女教育（稲垣 紗衣）
- 8人のM娘（長良 五十鈴）
- BunnyParadise ばにぱら〜恋人全員バニー化計画〜（好塚 芹香）
- へんこい 変恋≒黒歴史（片岡 美菜子）

2015年
- ダンジョンズ&ヒロインズ -不思議の迷宮と異界の少女-（クラリス）
- 妻の媚肉を弄る父の太い指 〜知らぬ間に父のモノになっていた愛妻は、悦びの喘ぎとともに腰をうねらせていた〜（山内 歩実）
- 爆乳女将 〜癒され人妻孕ませの湯〜（春採 いすか）
- 爆乳女将 拡張パック 濃いめ（春採 いすか）
- プレイクラブ（霧生 紅葉）

2016年
- いつまでも息子のままじゃいられない! 3 〜巨乳でムチムチな母さんのおっぱいを吸って揉んで挟んでイッパイ射精したい!〜（日々野 愛未）
- おさこい 〜俺と二人の甘々ご奉仕H生活〜（上倉 茜[1]）
- 聖鍵遣いの命題（エリーゼ・フォン・リヒトホーフェン[2]）
- 牝堕ち巨乳妻は俺のモノ 〜負け組の俺が勝ち組の友人から美人妻を寝取る話〜（霧島 志乃）

2017年
- 忘却執事と恋するお嬢様の回想録（千鳥 雛乃）

### 同人ゲーム
2013年
- 異世界の守護姫は、呪われし悪鬼のキスを待つ（エミ）

2015年
- 俺のニオイは発情スイッチ（熊倉 いすず）
- 女子校生脅迫淫行日誌 〜仲良し巨乳ペット強制絶頂アクメ堕ち〜（小西 由香利）

### オンラインゲーム
2018年
- 宝石姫 JEWEL PRINCESS（マリアライト）